# Troglohyphantes paulusi
Troglohyphantes paulusi este o specie de păianjeni din genul Troglohyphantes, familia Linyphiidae, descrisă de Thaler în anul 2002.
Este endemică în Iran. Conform Catalogue of Life specia Troglohyphantes paulusi nu are subspecii cunoscute.